# Championnats du monde juniors de patinage artistique 2003
Navigation
Édition précédente Édition suivante
Les Championnats du monde juniors de patinage artistique 2003 ont lieu du 24 février au 2 mars 2003 au palais de la culture et des sports d'Ostrava en Tchéquie.

## Qualifications
Les patineurs sont éligibles à l'épreuve s'ils représentent une nation membre de l'Union internationale de patinage (International Skating Union en anglais) et s'ils ont atteint l'âge de 13 ans et pas encore 19 ans avant le 1er juillet 2002, sauf pour les messieurs qui participent au patinage en couple et à la danse sur glace où l'âge maximum est de 21 ans. Les fédérations nationales sélectionnent leurs patineurs en fonction de leurs propres critères.
Sur la base des résultats des championnats du monde juniors 2002, l'Union internationale de patinage autorise chaque pays à avoir de une à trois inscriptions par discipline.
| Nombre d'inscriptions                                             | Messieurs                                  | Dames                   | Couples              | Danse sur glace                         |
| ----------------------------------------------------------------- | ------------------------------------------ | ----------------------- | -------------------- | --------------------------------------- |
| 3                                                                 | Chine France Japon                         | Canada Japon États-Unis | Russie États-Unis    | Russie États-Unis                       |
| 2                                                                 | Belgique Canada Russie Slovénie États-Unis | Australie Italie Russie | Canada Chine Ukraine | Allemagne France Hongrie Italie Ukraine |
| Si non répertorié ci-dessus, une seule inscription est autorisée. |                                            |                         |                      |                                         |

Pour la onzième année, l'Union internationale de patinage impose une ronde des qualifications pour les catégories individuelles masculine et féminine. Les qualifications sont divisées en deux groupes A et B. Pour ces mondiaux juniors 2003, le top 15 de chaque groupe accède au programme court, puis le top 24 accède au programme libre. Les scores des qualifications comptent pour le score final.
En danse sur glace, les deux épreuves de danse imposée se sont effectuées en deux groupes A et B, les deux groupes effectuant les mêmes danses dans le même ordre. Le groupe B a patiné ses première et deuxième danses l'une après l'autre, puis le groupe A a patiné sa première et sa deuxième danse dans le même ordre. La première danse imposée est la valse de Westminster et la seconde est le blues.

## Podiums
| Épreuves                            | Or                                | Argent                      | Bronze                                 |
| ----------------------------------- | --------------------------------- | --------------------------- | -------------------------------------- |
| Messieurs résultats détaillés       | Alexander Shubin                  | Evan Lysacek                | Alban Préaubert                        |
| Dames résultats détaillés           | Yukina Ota                        | Miki Ando                   | Carolina Kostner                       |
| Couples résultats détaillés         | Zhang Dan / Zhang Hao             | Ding Yang / Ren Zongfei     | Jennifer Don / Jonathon Hunt           |
| Danse sur glace résultats détaillés | Oksana Domnina / Maksim Chabaline | Nóra Hoffmann / Attila Elek | Elena Romanovskaya / Alexander Grachev |

## Tableau des médailles
| Rang  | Nation     | Or | Argent | Bronze | Total |
| ----- | ---------- | -- | ------ | ------ | ----- |
| 1     | Russie     | 2  | 0      | 1      | 3     |
| 2     | Chine      | 1  | 1      | 0      | 2     |
| 2     | Japon      | 1  | 1      | 0      | 2     |
| 4     | États-Unis | 0  | 1      | 1      | 2     |
| 5     | Hongrie    | 0  | 1      | 0      | 1     |
| 6     | France     | 0  | 0      | 1      | 1     |
| 6     | Italie     | 0  | 0      | 1      | 1     |
| Total | Total      | 4  | 4      | 4      | 12    |

## Détails des compétitions
Pour la saison 2002/2003, les calculs des points se font selon la méthode suivante :
- chez les Messieurs et les Dames (0.4 point par place pour les qualifications, 0.6 point par place pour le programme court, 1 point par place pour le programme libre)
- chez les Couples artistiques (0.5 point par place pour le programme court, 1 point par place pour le programme libre)
- en danse sur glace (0.4 point par place pour les deux danses imposées, 0.6 point par place pour la danse originale, 1 point par place pour la danse libre)

### Messieurs
| Rang                                        | Nom                 | Nation           | Points | Qualif. B | Qualif. A | Prog. court | Prog. libre |
| ------------------------------------------- | ------------------- | ---------------- | ------ | --------- | --------- | ----------- | ----------- |
| 1                                           | Alexander Shubin    | Russie           | 3.2    |           | 1         | 3           | 1           |
| 2                                           | Evan Lysacek        | États-Unis       | 3.4    |           | 2         | 1           | 2           |
| 3                                           | Alban Préaubert     | France           | 6.6    |           | 3         | 4           | 3           |
| 4                                           | Kazumi Kishimoto    | Japon            | 8.0    | 1         |           | 6           | 4           |
| 5                                           | Sergei Dobrin       | Russie           | 8.8    | 4         |           | 2           | 6           |
| 6                                           | Shawn Sawyer        | Canada           | 10.6   | 2         |           | 8           | 5           |
| 7                                           | Anton Kovalevski    | Ukraine          | 12.6   |           | 4         | 5           | 8           |
| 8                                           | Wu Jialiang         | Chine            | 14.4   |           | 5         | 9           | 7           |
| 9                                           | Daniel D'inca       | Italie           | 17.0   |           | 7         | 7           | 10          |
| 10                                          | Damien Djordjevic   | France           | 18.0   |           | 6         | 11          | 9           |
| 11                                          | Martin Liebers      | Allemagne        | 20.2   | 3         |           | 10          | 13          |
| 12                                          | Ryo Shibata         | Japon            | 21.2   | 5         |           | 12          | 12          |
| 13                                          | Ken Rose            | Canada           | 21.6   | 7         |           | 13          | 11          |
| 14                                          | Yannick Ponsero     | France           | 27.2   | 6         |           | 18          | 14          |
| 15                                          | Mikko Minkkinen     | Finlande         | 28.8   | 12        |           | 15          | 15          |
| 16                                          | Sergei Shiliaev     | Biélorussie      | 29.0   |           | 9         | 14          | 17          |
| 17                                          | Tomáš Janečko       | Tchéquie         | 31.6   | 9         |           | 20          | 16          |
| 18                                          | Yi Rui              | Chine            | 31.6   | 10        |           | 16          | 18          |
| 19                                          | Adrian Schultheiss  | Suède            | 34.4   |           | 13        | 17          | 19          |
| 20                                          | Andrei Dobrokhodov  | Azerbaïdjan      | 36.2   |           | 12        | 19          | 20          |
| 21                                          | Lee Dong-whun       | Corée du Sud     | 39.2   | 8         |           | 25          | 21          |
| 22                                          | Hirokazu Kobayashi  | Japon            | 39.8   |           | 8         | 21          | 24          |
| 23                                          | Przemysław Domański | Pologne          | 41.4   |           | 14        | 23          | 22          |
| 24                                          | Ivan Kinčík         | Slovaquie        | 41.8   | 14        |           | 22          | 23          |
| Patineurs éliminés après le programme court |                     |                  |        |           |           |             |             |
| 25                                          | Damjan Ostojič      | Slovénie         |        | 15        |           | 24          | NC          |
| 26                                          | Sergei Kotov        | Israël           |        | 11        |           | 27          | NC          |
| 27                                          | Ma Yingdi           | Chine            |        |           | 10        | 28          | NC          |
| 28                                          | Luka Čadež          | Slovénie         |        |           | 14        | 23          | NC          |
| 29                                          | Matthew Wilkinson   | Royaume-Uni      |        |           | 11        | 30          | NC          |
| 30                                          | Juan Legaz          | Espagne          |        | 13        |           | 29          | NC          |
| Patineurs éliminés après les qualifications |                     |                  |        |           |           |             |             |
| 31                                          | Michael Chrolenko   | Norvège          |        | 16        |           | NC          | NC          |
| 31                                          | Bertalan Zakany     | Hongrie          |        |           | 16        | NC          | NC          |
| 33                                          | Adrian Matei        | Roumanie         |        |           | 17        | NC          | NC          |
| 33                                          | Alper Uçar          | Turquie          |        | 17        |           | NC          | NC          |
| 35                                          | Dmitri Antoni       | Estonie          |        |           | 18        | NC          | NC          |
| 35                                          | Sean Carlow         | Australie        |        | 18        |           | NC          | NC          |
| 37                                          | Edward Ka-Yin Chow  | Hong Kong        |        | 19        |           | NC          | NC          |
| 37                                          | Tomas Katukevicius  | Lituanie         |        |           | 19        | NC          | NC          |
| 39                                          | Konrad Giering      | Afrique du Sud   |        |           | 20        | NC          | NC          |
| 39                                          | Jamal Othman        | Suisse           |        | 20        |           | NC          | NC          |
| 41                                          | Marc Casal          | Andorre          |        | 21        |           | NC          | NC          |
| 41                                          | Tristan Thode       | Nouvelle-Zélande |        |           | 21        | NC          | NC          |
| 43                                          | Peter Lee           | Taipei chinois   |        |           | 22        | NC          | NC          |
| 43                                          | Miguel Angel Moyron | Mexique          |        | 22        |           | NC          | NC          |
| 45                                          | Gegham Vardanyan    | Arménie          |        |           | 23        | NC          | NC          |
| Forfait                                     | Parker Pennington   | États-Unis       |        | NC        | NC        | NC          | NC          |

### Dames
| Rang                                          | Nom                      | Nation               | Points | Qualif. B | Qualif. A | Prog. court | Prog. libre |
| --------------------------------------------- | ------------------------ | -------------------- | ------ | --------- | --------- | ----------- | ----------- |
| 1                                             | Yukina Ota               | Japon                | 2.6    | 1         |           | 2           | 1           |
| 2                                             | Miki Ando                | Japon                | 5.0    |           | 3         | 3           | 2           |
| 3                                             | Carolina Kostner         | Italie               | 6.0    |           | 1         | 1           | 5           |
| 4                                             | Mai Asada                | Japon                | 8.0    |           | 2         | 7           | 3           |
| 5                                             | Ye Bin Mok               | États-Unis           | 9.8    | 2         |           | 5           | 6           |
| 6                                             | Beatrisa Liang           | États-Unis           | 11.2   | 3         |           | 10          | 4           |
| 7                                             | Xu Binshu                | Chine                | 13.6   |           | 5         | 6           | 8           |
| 8                                             | Lina Johansson           | Suède                | 14.0   |           | 4         | 9           | 7           |
| 9                                             | Kristina Oblasova        | Russie               | 14.4   | 5         |           | 4           | 10          |
| 10                                            | Louann Donovan           | États-Unis           | 18.0   |           | 6         | 11          | 9           |
| 11                                            | Jenna McCorkell          | Royaume-Uni          | 21.8   |           | 10        | 8           | 13          |
| 12                                            | Viktória Pavuk           | Hongrie              | 22.0   | 8         |           | 13          | 11          |
| 13                                            | Meghan Duhamel           | Canada               | 23.6   |           | 11        | 12          | 12          |
| 14                                            | Candice Didier           | France               | 27.8   | 7         |           | 15          | 16          |
| 15                                            | Olga Naidenova           | Russie               | 28.6   |           | 8         | 19          | 14          |
| 16                                            | Signe Ronka              | Canada               | 28.6   | 4         |           | 20          | 15          |
| 17                                            | Amanda Billings          | Canada               | 30.0   | 6         |           | 16          | 18          |
| 18                                            | Choi Ji-eun              | Corée du Sud         | 30.6   |           | 13        | 14          | 17          |
| 19                                            | Kiira Korpi              | Finlande             | 33.0   |           | 7         | 17          | 20          |
| 20                                            | Giorgia Carrossa         | Italie               | 35.8   | 10        |           | 18          | 21          |
| 21                                            | Sara Falotico            | Belgique             | 36.0   | 11        |           | 21          | 19          |
| 22                                            | Evgenia Melnik           | Biélorussie          | 40.8   |           | 14        | 22          | 22          |
| 23                                            | Iryna Lukianenko         | Ukraine              | 41.6   | 9         |           | 25          | 23          |
| 24                                            | Gintarė Vostrecovaitė    | Lituanie             | 42.6   |           | 12        | 23          | 24          |
| 25                                            | Veronika Benesova        | Tchéquie             | 48.2   |           | 16        | 28          | 25          |
| Patineuses éliminées après le programme court |                          |                      |        |           |           |             |             |
| 26                                            | Katharina Häcker         | Allemagne            |        |           | 9         | 27          | NC          |
| 27                                            | Anja Bratec              | Slovénie             |        | 14        |           | 24          | NC          |
| 28                                            | Simona Ocelkova          | Slovaquie            |        |           | 15        | 26          | NC          |
| 29                                            | Viviane Käser            | Suisse               |        | 12        |           | 29          | NC          |
| 30                                            | Laura Fernandez          | Espagne              |        | 13        |           | 31          | NC          |
| 31                                            | Joelle Bastiaans         | Pays-Bas             |        | 15        |           | 30          | NC          |
| Patineuses éliminées après les qualifications |                          |                      |        |           |           |             |             |
| 32                                            | Jennifer LeGuilloux      | Autriche             |        | 16        |           | NC          | NC          |
| 32                                            | Fleur Maxwell            | Luxembourg           |        | 16        |           | NC          | NC          |
| 34                                            | Jenna-Anne Buys          | Afrique du Sud       |        |           | 17        | NC          | NC          |
| 35                                            | Željka Krizmanić         | Croatie              |        | 18        |           | NC          | NC          |
| 35                                            | Magdalena Leska          | Pologne              |        |           | 18        | NC          | NC          |
| 37                                            | Ana Cecilia Cantu        | Mexique              |        |           | 19        | NC          | NC          |
| 37                                            | Jekaterina Frolova       | Estonie              |        | 19        |           | NC          | NC          |
| 39                                            | Simona Punga             | Roumanie             |        | 20        |           | NC          | NC          |
| 39                                            | Sonia Radeva             | Bulgarie             |        |           | 20        | NC          | NC          |
| 41                                            | Emilia Ahsan             | Australie            |        | 21        |           | NC          | NC          |
| 41                                            | Milessandre Fuentes      | Andorre              |        |           | 21        | NC          | NC          |
| 43                                            | Beril Bektas             | Turquie              |        |           | 22        | NC          | NC          |
| 43                                            | Elena Kovalova           | Lettonie             |        | 22        |           | NC          | NC          |
| 45                                            | Maria Mastrogiannopoulou | Grèce                |        | 23        |           | NC          | NC          |
| 45                                            | Keren Shua Haim          | Israël               |        |           | 23        | NC          | NC          |
| 47                                            | Alix-Myra Anderson       | Australie            |        |           | 24        | NC          | NC          |
| 47                                            | Nina Bates               | Bosnie-Herzégovine   |        | 24        |           | NC          | NC          |
| Forfait                                       | Kristel Popovic          | Serbie-et-Monténégro |        | NC        | NC        | NC          | NC          |

### Couples
| Rang    | Nom                                   | Nation     | Points | Prog. court | Prog. libre |
| ------- | ------------------------------------- | ---------- | ------ | ----------- | ----------- |
| 1       | Zhang Dan / Zhang Hao                 | Chine      | 1.5    | 1           | 1           |
| 2       | Ding Yang / Ren Zongfei               | Chine      | 3.5    | 3           | 2           |
| 3       | Jennifer Don / Jonathon Hunt          | États-Unis | 5.5    | 5           | 3           |
| 4       | Maria Mukhortova / Pavel Lebedev      | Russie     | 6.0    | 4           | 4           |
| 5       | Julia Karbovskaya / Sergei Slavnov    | Russie     | 6.0    | 2           | 5           |
| 6       | Carla Montgomery / Ryan Arnold        | Canada     | 10.0   | 8           | 6           |
| 7       | Tatiana Volosozhar / Petro Kharchenko | Ukraine    | 10.0   | 6           | 7           |
| 8       | Kristen Roth / Michael McPherson      | États-Unis | 11.5   | 7           | 8           |
| 9       | Jessica Dubé / Samuel Tetrault        | Canada     | 15.0   | 12          | 9           |
| 10      | Brittany Vise / Nicolas Kole          | États-Unis | 15.5   | 11          | 10          |
| 11      | Veronika Havlíčková / Karel Štefl     | Tchéquie   | 16.0   | 10          | 11          |
| 12      | Julia Beloglazova / Andrei Bekh       | Ukraine    | 16.5   | 9           | 12          |
| 13      | Rebecca Handke / Daniel Wende         | Allemagne  | 20.0   | 14          | 13          |
| 14      | Marylin Pla / Yannick Bonheur         | France     | 20.5   | 13          | 14          |
| 15      | Diana Rennik / Aleksei Saks           | Estonie    | 22.5   | 15          | 15          |
| 16      | Rumiana Spassova / Staminir Todorov   | Bulgarie   | 24.0   | 16          | 16          |
| 17      | Joanna Dusik / Patryk Szałaśny        | Pologne    | 25.5   | 17          | 17          |
| 18      | Ludmila Vesiolaia / Alexei Vesioli    | Lettonie   | 27.0   | 18          | 18          |
| Forfait | Tatiana Kokareva / Egor Golovkin      | Russie     |        | NC          | NC          |

### Danse sur glace
| Rang                                               | Nom                                      | Nation         | Points | Danse imposée 1 Groupe B | Danse imposée 2 Groupe B | Danse imposée 1 Groupe A | Danse imposée 2 Groupe A | Danse originale | Danse libre |
| -------------------------------------------------- | ---------------------------------------- | -------------- | ------ | ------------------------ | ------------------------ | ------------------------ | ------------------------ | --------------- | ----------- |
| 1                                                  | Oksana Domnina / Maksim Chabaline        | Russie         | 2.0    | 1                        | 1                        |                          |                          | 1               | 1           |
| 2                                                  | Nóra Hoffmann / Attila Elek              | Hongrie        | 4.0    | 2                        | 2                        |                          |                          | 2               | 2           |
| 3                                                  | Elena Romanovskaya / Alexander Grachev   | Russie         | 5.6    |                          |                          | 2                        | 2                        | 3               | 3           |
| 4                                                  | Loren Galler-Rabinowitz / David Mitchell | États-Unis     | 6.8    |                          |                          | 1                        | 1                        | 4               | 4           |
| 5                                                  | Christina Beier / William Beier          | Allemagne      | 10.2   | 3                        | 3                        |                          |                          | 5               | 6           |
| 6                                                  | Natalia Mikhailova / Arkadi Sergeev      | Russie         | 10.4   |                          |                          | 4                        | 5                        | 6               | 5           |
| 7                                                  | Mariana Kozlova / Sergei Baranov         | Ukraine        | 13.0   | 4                        | 5                        |                          |                          | 7               | 7           |
| 8                                                  | Alexandra Zaretsky / Roman Zaretsky      | Israël         | 15.2   | 5                        | 4                        |                          |                          | 9               | 8           |
| 9                                                  | Alessia Aureli / Andrea Vaturi           | Italie         | 16.0   |                          |                          | 3                        | 3                        | 8               | 10          |
| 10                                                 | Melissa Piperno / Liam Dougherty         | Canada         | 17.2   |                          |                          | 7                        | 4                        | 10              | 9           |
| 11                                                 | Morgan Matthews / Maxim Zavozin          | États-Unis     | 20.0   | 6                        | 6                        |                          |                          | 11              | 11          |
| 12                                                 | Kirsten Frisch / Brent Bommentre         | États-Unis     | 21.6   |                          |                          | 6                        | 6                        | 12              | 12          |
| 13                                                 | Petra Pachlova / Petr Knoth              | Tchéquie       | 23.2   |                          |                          | 5                        | 7                        | 13              | 13          |
| 14                                                 | Myriam Trividic / Gregory Soler          | France         | 25.2   | 7                        | 7                        |                          |                          | 14              | 14          |
| 15                                                 | Anna Zadorozhniuk / Sergei Verbillo      | Ukraine        | 27.4   |                          |                          | 8                        | 9                        | 15              | 15          |
| 16                                                 | Barbara Herzog / Dmitri Matsjuk          | Autriche       | 29.6   |                          |                          | 9                        | 11                       | 16              | 16          |
| 17                                                 | Marina Timofeieva / Evgeni Striganov     | Estonie        | 30.8   |                          |                          | 10                       | 8                        | 17              | 17          |
| 18                                                 | Yu Xiaoyang / Wang Chen                  | Chine          | 32.6   | 8                        | 11                       |                          |                          | 18              | 18          |
| 19                                                 | Candice Towler-Green / James Phillipson  | Royaume-Uni    | 34.6   | 9                        | 9                        |                          |                          | 20              | 19          |
| 20                                                 | Anna Cappellini / Matteo Zanni           | Italie         | 36.0   |                          |                          | 11                       | 12                       | 19              | 20          |
| 21                                                 | Daniela Keller / Fabian Keller           | Suisse         | 37.4   | 11                       | 8                        |                          |                          | 21              | 21          |
| 22                                                 | Floriane Rokia / Damien Biancotto        | France         | 41.2   |                          |                          | 12                       | 10                       | 23              | 23          |
| 23                                                 | Zsuzsanna Nagy / György Elek             | Hongrie        | 41.2   | 10                       | 10                       |                          |                          | 22              | 24          |
| 24                                                 | Judith Haunstetter / Arne Hoenlein       | Allemagne      | 41.6   |                          |                          | 13                       | 13                       | 24              | 22          |
| Couples de danse éliminés après la danse originale |                                          |                |        |                          |                          |                          |                          |                 |             |
| 25                                                 | Anna Galcheniuk / Alexander Cherniaev    | Biélorussie    |        | 12                       | 12                       |                          |                          | 25              | NC          |
| 26                                                 | Paulina Urban / Marcin Trębacki          | Pologne        |        | 13                       | 13                       |                          |                          | 26              | NC          |
| 27                                                 | Kim Hye-min / Kim Min-woo                | Corée du Sud   |        |                          |                          | 14                       | 14                       | 27              | NC          |
| 28                                                 | Tiffany Jones / Daniel O'Hanlon          | Afrique du Sud |        | 14                       | 14                       |                          |                          | 28              | NC          |